# 鳞片沼泽蕨
鳞片沼泽蕨（学名：Thelypteris squamulosa）为金星蕨科沼泽蕨属下的一个种。种加名 squamulosa 意为“有鳞片的”。